# Cantó de Guerville

Municipis del cantó

El cantó de Guerville és un antic cantó francès del departament d'Yvelines, que estava situat al districte de Mantes-la-Jolie. Comptava amb 18 municipis i el cap era Guerville.
Va desaparèixer al 2015 i el seu territori es va dividir entre el cantó de Bonnières-sur-Seine, el cantó de Limay i el cantó d'Aubergenville.

## Municipis
- Andelu
- Arnouville-lès-Mantes
- Auffreville-Brasseuil
- Boinville-en-Mantois
- Boinvilliers
- Breuil-Bois-Robert
- Épône
- La Falaise
- Flacourt
- Goussonville
- Guerville
- Hargeville
- Jumeauville
- Mézières-sur-Seine
- Rosay
- Soindres
- Vert
- Villette

## Història
| Data d'elecció                           | Identitat          | Partit                     | Qualitat |
| ---------------------------------------- | ------------------ | -------------------------- | -------- |
| 1967-1979                                | Julien Cochin      | Divers droite              |          |
| 1979-2009                                | Pierre Amouroux    | Divers droite, després UMP |          |
| 2009-2011                                | Pierre Blévin      | PS                         |          |
| 2011-                                    | Maryse Di Bernardo | Sense etiqueta             |          |
| les dades anteriors no són pas conegudes |                    |                            |          |
|                                          |                    |                            |          |

## Demografia
| A partir de 1990: Població sense dobles comptes |